# Zehlendorf
Pronunciação
Zehlendorf (ˈtsɛː'lɛn'dɔɐfⓘ) é uma localidade no bairro de Steglitz-Zehlendorf, em Berlim. Antes da Reforma Administrativa de Berlim em 2001, Zehlendorf era classificado como bairro, que consistia da localidade de Zehlendorf, bem como o Wannsee, Nikolassee e Dahlem. Zehlendorf contém algumas dos mais comentados cenários naturais de Berlim, incluindo parte da Floresta Grunewald e os lagos Schlachtensee (em português: Lago do Massacre) e o Krumme Lanke. Além disso, tem grandes vizinhanças residenciais, algumas com ruas de paralelepípedos e edifícios com mais de 100 anos.

## História
A vila de Zehlendorf foi mencionada pela primeira vez como  Cedelendorp em um contrato de 1245 entre os marqueses João I e Otão III de Brandemburgo e a Abadia de Lehnin (Kloster Lehnin em alemão). Provavelmente uma fundação alemã, o nome Cedelen poderia se referir a um antigo assentamento eslavo do século VII, ou seria era uma palavra de dialeto para "assentamento" (Siedlung, no alemão moderno), ou "nobre" (Cedelendorp = Cedelen + dorp) "assentamento nobre" (veja Jahresbericht über die Erscheinungen auf dem Gebiete der germanischen Philologie).

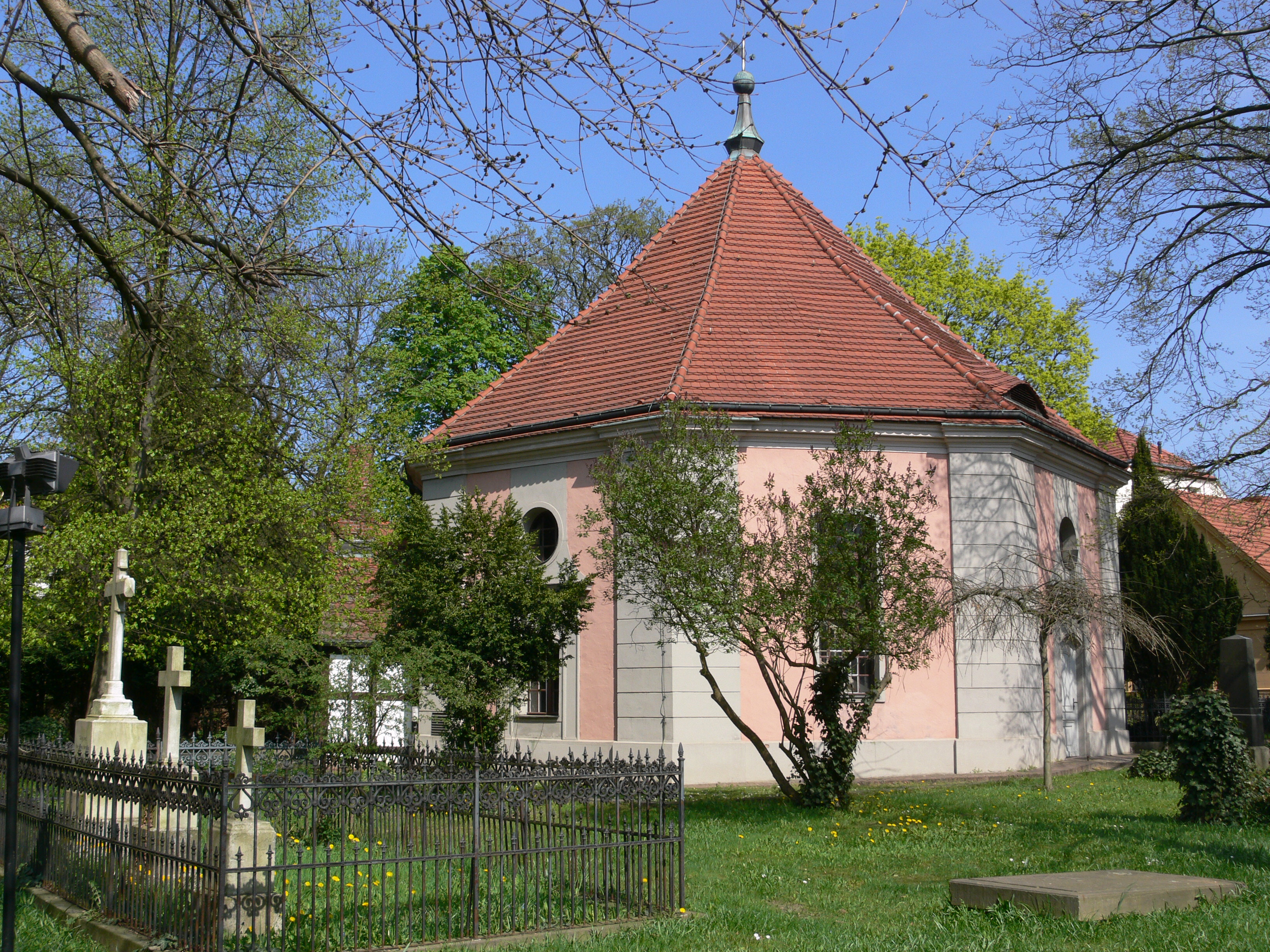
Zehlendorf Dorfkirche, Igreja do Povoado de Zehlendorf

No ambiente rico e bem-educado de Zehlendorf, as principais figuras da Segunda Guerra Mundial se misturavam com os opositores do regime nazista. O S-Bahn, conhecido como o "Trem dos Banqueiros" transportava-os a 120 km/h até os centros financeiros e governamentais, quando o serviço foi interrompido perto do final da Segunda Guerra Mundial.